# Jaufré Rudel

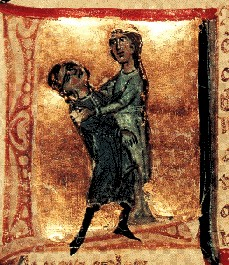
Jaufré Rudel umiera w ramionach Hodierny z Trypolisu.

Jaufré Rudel de Blaye (ur. ok. 1113, zm. ok. 1170) – prowansalski trubadur, poeta i pieśniarz.
Jego idealna miłość do księżniczki Trypolisu stanie się w przyszłości natchnieniem dla wielu poetów: Uhlanda, Browninga, Heinego, Rostanda, na podstawie trzech z ośmiu zachowanych pieśni Rudela zrodziła się bowiem legenda o rycerzu zakochanym w nigdy nie widzianej wschodniej damie, do której podążył wraz z krzyżowcami.

## Vida Jaufré Rudela
Opowieść o życiu Jaufré Rudela jest typowym przykładem średniowiecznej vida, czyli opowieści o życiu trubadura.
Jaufré Rudel był księciem Blaye; zakochał się on w księżniczce Trypolisu, nie ujrzawszy jej ani razu, ale słysząc o niej wiele dobrego od pielgrzymów powracających z Antiochii. Skomponował wiele pieśni o niej, chwaląc ją w pięknych melodiach i smutnych słowach. Pragnąc ją ujrzeć, wziął krzyż i wyruszył na morze, w łodzi zaś zachorował. Przyniesiono go, ledwo już żywego, do gospody w Trypolisie i powiedziano o tym księżniczce; ta zaś przyszła do niego i objęła go. Poznał, że to musi być ona. Wtedy odzyskał zmysły słuchu i woni, i chwalił Boga za to, że mógł dożyć chwili, gdy jego ukochana znalazła się przy nim. I tak umarł w jej ramionach, a ona pochowała go z honorami w świątyni i jeszcze tego samego dnia pogrążyła się w głębokim smutku.